# Actina sapporo
Actina sapporo är en tvåvingeart som först beskrevs av Norman E. Woodley 1995.  Actina sapporo ingår i släktet Actina och familjen vapenflugor. Inga underarter finns listade i Catalogue of Life.